# بيرت بيرسون
بيرت بيرسون (بالإنجليزية: Bert Pearson)‏ هو لاعب كرة قدم أمريكية أمريكي، ولد في 22 مارس 1905 في مانهاتن في الولايات المتحدة، وتوفي في مايو 1945.

## وصلات خارجية
- بيرتن بيرسون على موقع مرجع كرة القدم المحترفة.كوم (الإنجليزية)